# Tony La Russa's Ultimate Baseball
Tony La Russa's Ultimate Baseball è un videogioco di baseball pubblicato nel 1991 per Commodore 64 e MS-DOS dalla Strategic Simulations. Il titolo si riferisce al giocatore e allenatore statunitense Tony La Russa. È il primo gioco della serie nota come Tony La Russa Baseball, che comprende diversi altri titoli usciti negli anni '90, ma è l'unico per Commodore 64.

## Modalità di gioco
Ultimate Baseball comprende sia fasi d'azione sia fasi gestionali e, come era tipico della Strategic Simulations, punta molto sulla profondità strategica. Si possono utilizzare le 26 squadre di club statunitensi e canadesi della Major League Baseball 1989, con statistiche molto dettagliate dei giocatori. Nella versione MS-DOS è possibile anche simulare un campionato intero in vari formati, scegliendo se giocare le partite di proprio interesse, mentre nella versione Commodore 64 si giocano solo partite singole.
In una partita entrambe le squadre possono essere controllate da un giocatore o dal computer, ed è possibile controllare direttamente gli uomini in campo o prendere solo le decisioni tattiche, anche in dettaglio sulla singola azione. I livelli di difficoltà, tre su MS-DOS e due su Commodore 64, determinano se lanciare, battere, muovere gli uomini in attacco e in difesa siano tutte azioni sotto il diretto controllo del giocatore, oppure se siano in buona parte gestite dal computer, ad esempio muovendo automaticamente i difensori e limitandosi a scegliere a quale base lanciare. 
Prima della partita si possono visualizzare le numerose statistiche testuali e volendo modificare la formazione e l'ordine di battuta. In partita la visuale mostra il campo in prospettiva dal lato del battitore, con scorrimento multidirezionale. Nel basso dello schermo si hanno le informazioni testuali, disegnate nello stile dei tabelloni luminosi del punteggio, e una minimappa del diamante con le posizioni degli attaccanti sulle basi. 
Durante la battuta appare una finestra a centro schermo con l'ingrandimento del lanciatore e del battitore visti dalle spalle di quest'ultimo. Per entrambi vengono mostrate le statistiche generali e, prima che parta l'azione, appaiono menù ai lati della finestra con molte opzioni tattiche sul tipo di lancio o battuta, selezionabili con un movimento diretto del joystick (o un tasto su MS-DOS). Dopo la battuta la visuale torna a larga scala e l'inquadratura segue la palla. Nel caso dei corridori si controlla sempre quello più avanzato.

## Espansioni
Gli stessi produttori nel 1991-1992 realizzarono diversi dischi di espansione per MS-DOS, dei quali solo alcuni disponibili anche per Commodore 64.
- Fantasy Manager aggiunge il supporto per il fantabaseball e diverse altre funzionalità.
- 1990 Teams (previsto anche per Commodore 64) aggiunge i dati della stagione 1990 con alcune approssimazioni.
- 1991 Teams per la stagione 1991.
- Great Teams 1901-1968 (uscito anche per Commodore 64) aggiunge i dati di squadre storiche.
- AL Stadiums aggiunge stadi moderni e classici della American League, a scopo perlopiù estetico.
- NL Stadiums per stadi della National League.

Gli stadi erano disponibili anche con un più vecchio confezionamento, suddivisi in tre dischi anziché due, ordinabili solo direttamente alla SSI. Il Great Teams 1969-1989 inizialmente previsto venne annullato.

## Sviluppo
Tony La Russa's Ultimate Baseball venne sviluppato dalla Beyond Software Inc. di San Rafael, in seguito divenuta Stormfront Studios. Il designer principale è Don Daglow, cofondatore della Beyond, già noto per aver creato nel 1971 la prima simulazione di stagione completa di Major League Baseball. Daglow era stato poi produttore (ma non designer) del premiato Earl Weaver Baseball (1987); Ultimate Baseball presenta somiglianze con quest'ultimo e espande molte delle sue innovazioni.

## Accoglienza
Tony La Russa's Ultimate Baseball vendette 85 684 copie, diventando all'epoca
il gioco più venduto della Strategic Simulations se si escludono quelli tratti ufficialmente da Dungeons & Dragons.
Le recensioni della stampa contemporanea furono variabili per entrambe le versioni, dal molto buono al mediocre. Nel caso del Commodore 64 alcune riviste lo misero a confronto con R.B.I. 2 Baseball, che trovarono più divertente. La rivista Computer Gaming World lo nominò gioco sportivo dell'anno nel 1992.

## Serie
- Tony La Russa's Ultimate Baseball (1991) per Commodore 64 e MS-DOS
- Tony La Russa Baseball II (1993) per MS-DOS
- Tony La Russa Baseball (1993) per Mega Drive
- La Russa Baseball 95 (1994) per Mega Drive
- Tony La Russa Baseball 3 (1995) per MS-DOS
- Tony La Russa Baseball 3: 1996 Edition (1996) per MS-DOS
- Tony La Russa Baseball 4 (1997) per Windows